# Níkos Déndias
Níkos Déndias (grec moderne : Νίκος Δένδιας), né le 7 octobre 1959 à Corfou, est un homme politique grec, membre de Nouvelle Démocratie (ND).
De 2019 à 2023, il est ministre des Affaires étrangères. Depuis le 27 juin 2023, il est ministre de la Défense nationale.

## Biographie

### Origines et études
Níkos Déndias est né à Corfou mais sa famille est originaire de Paxos. Il étudie au Athens College (en) puis à l'université d'Athènes, où il décroche un diplôme en droit. Il poursuit son cursus au Royaume-Uni, à l'université de Londres, où il obtient un master en droit maritime et en droit des assurances puis à la London School of Economics, dont il est diplômé en criminologie.

### Carrière professionnelle et politique
Avocat de profession, il est membre de Nouvelle Démocratie (ND) depuis 1978, d'abord de sa branche étudiante, le DAP-NDFK puis dans sa branche jeune (en), où il travaille un temps. Il est député depuis 2004, réélu en 2007, 2009, mai et juin 2012, comme représentant de Corfou, puis en 2015, cette fois-ci comme député d'Athènes B.
Il est ministre de la Justice entre le 8 janvier et le 7 octobre 2009, dans le gouvernement de Kostas Karamanlis. La Nouvelle Démocratie perd ensuite les élections et se retrouve dans l'opposition. Trois ans plus tard, le parti est de retour au pouvoir avec le gouvernement d'Antónis Samarás, au sein duquel Déndias occupe successivement les postes de ministre de l'Ordre public et de la Protection du citoyen, entre le 21 juin 2012 et le 10 juin 2014, ministre du Développement et de la Compétitivité, du 10 juin au 3 novembre 2014 et enfin ministre de la Défense, du 3 novembre 2014 au 27 janvier 2015.
De 2019 à 2023, il est ministre des Affaires étrangères dans le premier gouvernement Mitsotákis. Depuis le 27 juin 2023, il est ministre de la Défense nationale dans le deuxième gouvernement Mitsotákis.

## Sources
- (en) Cet article est partiellement ou en totalité issu de l’article de Wikipédia en anglais intitulé « Nikos Dendias » (voir la liste des auteurs).